# 潤膚膏

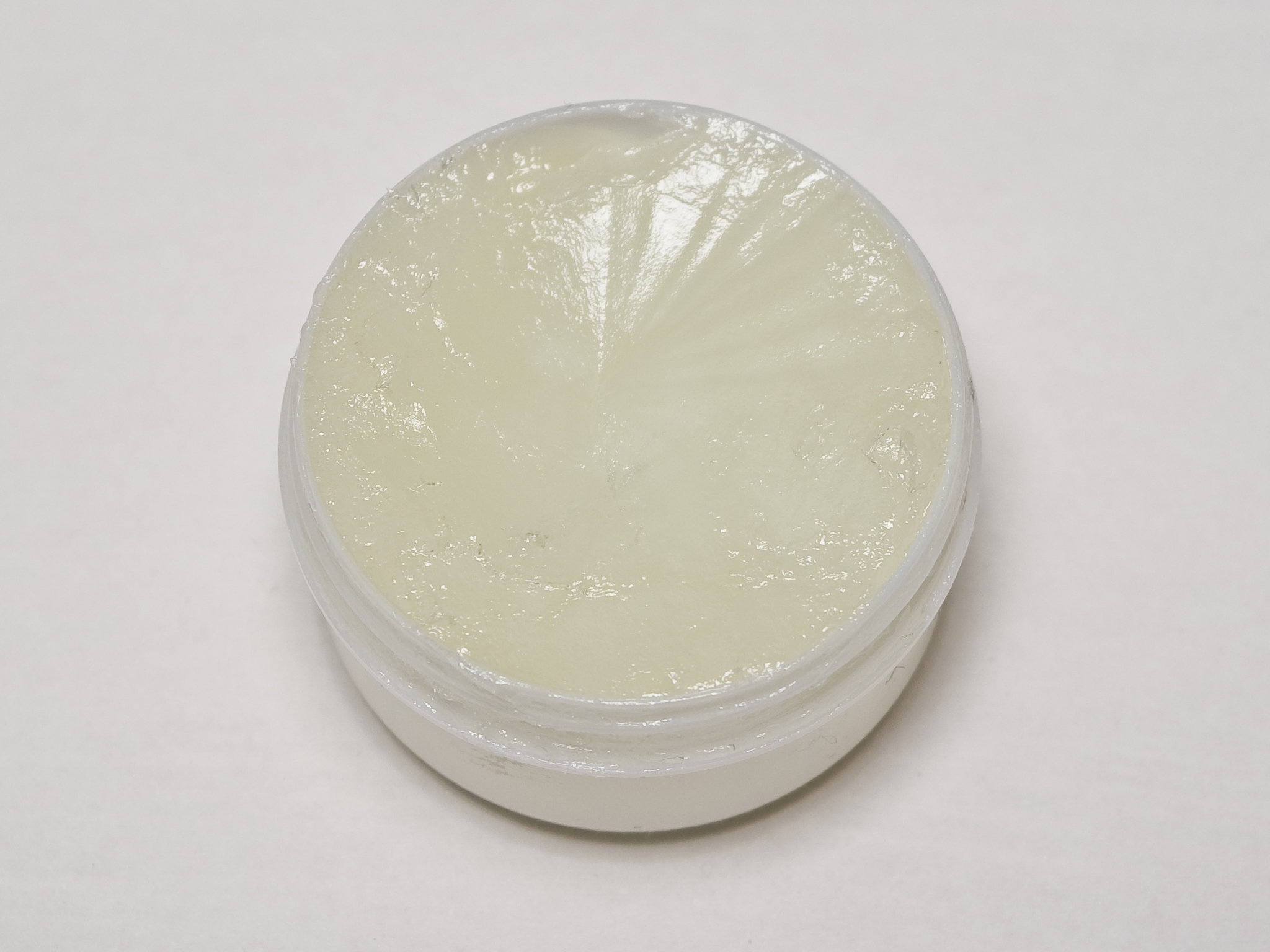
潤膚膏

潤膚膏又稱雪花膏，是一種日用品，功能是潤膚及護膚。潤膚膏由天然物料或者石油等化學物料合成。在商品市場上定位為化妝品或藥品。潤膚膏在冬日令皮膚避免乾燥損傷。潤膚膏保持皮膚濕潤，可減少皮膚敏感。

## 產品
- 凡士林花士令